# 한영고등학교 (서울)
한영고등학교(漢榮高等學校)는 대한민국 서울특별시 강동구 상일동에 위치한 사립 고등학교이다.

## 학교 연혁
- 1933년 4월 18일 : 오봉 박현식 선생 한영고등학교 설립, 서울특별시 중구 삼각동 89번지 개교
- 1933년 9월 1일 : 박현식 선생 학원장으로 취임, 학제변경에 따라 한영중학원이라 개칭함
- 1947년 5월 20일 : 성동구 마장동 365번지로 이전
- 1948년 8월 14일 : 재단법인 한영학원 인가를 받음
- 1951년 8월 31일 : 학제변경으로 한영중학교와 일광고등학교로 개편
- 1951년 10월 1일 : 6·25 동란으로 부산 보수공원내 가교사에서 개교
- 1953년 5월 18일 : 서울 본교 교사를 미군으로부터 명도받아 개교
- 1953년 11월 15일 : 일광고등학교를 한영고등학교로 교명변경
- 1960년 8월 21일 : 고등학교 신축교사 기공식
- 1963년 10월 23일 : 중·고등학교 분리
- 1970년 12월 12일 : 고등학교 야간 30학급 증설인가
- 1983년 4월 18일 : 개교 50주년 기념식 및 강동구 상일동 175번지의 1에서 신축교사 기공식 거행
- 1984년 3월 3일 : 신축교사로 이전
- 1992년 10월 14일 : 수산문화관 준공
- 1998년 4월 25일 : 학교법인 동원학원으로 개칭
- 2017년 12월 21일 : 학교법인 동원학원 조윤정 여사 이사장에 취임
- 2023년 3월 2일 : 유제숙 선생 제25대 교장에 취임

## 참고 자료
- 한영고등학교 - 한국교육학술정보원 학교알리미